# Lluís Sastre

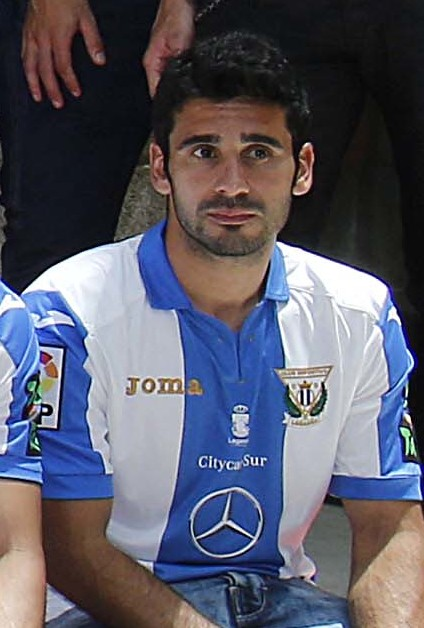
Lluís Sastre

Lluís Sastre Reus (Binissalem, 26 maart 1986) is een Spaans profvoetballer. Hij speelt als middenvelder bij SD Huesca.
Sastre kwam in 1998 van RCD Mallorca naar de cantera (jeugdopleiding) van FC Barcelona. In de Juvenil A, het hoogste jeugdelftal, won de middenvelder in het seizoen 2004/2005 het kampioenschap van de División de Honor, de Copa de Campeones (toernooi tussen de winnaars van de zes regionale groepen van de División Honor) en de Copa del Rey Juvenil. Vanaf het seizoen 2005/2006 speelt Sastre in Barça B. Tijdens de voorbereiding voor het seizoen 2006/07 werd hij door trainer Frank Rijkaard bij het eerste elftal gehaald. Sastre speelde in de oefenwedstrijden tegen Aarhus GF, Club Tigres en Chivas de Guadalajara. Ook speelde hij basisspeler mee in enkele wedstrijden voor de Copa de Catalunya in het seizoen 2006/2007. In de zomer van 2007 vertrok Sastre naar SD Huesca
1 Á. Fernández ·
2 Doumbia ·
3 Maffeo ·
4 Insua ·
5 Mosquera ·
6 Ramírez ·
7 Ferreiro ·
8 Eugeni ·
9 Mir ·
10 Gómez ·
11 Galán ·
12 Okazaki ·
14 Pulido  ·
15 Ontiveros ·
16 Luisinho ·
17 Rico ·
18 Siovas ·
19 López ·
20 Seoane ·
21 Carlos ·
22 Silva ·
23 Escriche ·
24 García ·
25 A. Fernández ·
26 Nwakali ·
30 Valera ·
Coach: Míchel